# Alice Orlowski

Alice Orlowski beim Krakauer Auschwitzprozess (1947)

Alice Elisabeth Minna Orlowski, geborene Elling, (* 30. September 1903 in Berlin; † Mai 1976) war eine deutsche KZ-Aufseherin in mehreren Konzentrationslagern.

## Leben
Alice Elling war die Tochter eines Obersteuerinspektors. Sie besuchte das Lyzeum in Berlin. Mit 18 gebar sie ein uneheliches Kind und wurde aus dem Elternhaus verstoßen. Ein begonnenes Medizinstudium musste sie aus finanziellen Gründen nach einigen Semestern beenden. Danach war sie als Mannequin tätig. Im Jahr 1934 heiratete sie Georg Orlowski, einen staatenlosen Adligen und Geschäftsmann aus Odessa, und leitete das gemeinsame Lederwarengeschäft. Nach der Scheidung 1936 übernahm sie eine Bar in Aachen, bis diese während des Zweiten Weltkrieges 1943 infolge eines Bombenangriffs zerstört wurde. Danach lebte sie bei ihrer Mutter.
Orlowski wurde zum Dienst als Aufseherin in Konzentrationslagern dienstverpflichtet und im Juli 1943 im KZ Ravensbrück innerhalb kurzer Zeit zur KZ-Aufseherin ausgebildet. Entsprechend ihrer Ausbildung wurde sie von Juli 1943 bis zum April 1944 im KZ Majdanek als Kommandoführerin eingesetzt. Anschließend erfolgte ihre Versetzung im Zuge der Räumung des KZ Majdanek in das KZ Plaszow, wo sie als Aufseherin tätig war. Ab Anfang Oktober 1944 war Orlowski als Kommandoführerin im Nebenlager Budy des KZ Auschwitz eingesetzt. Mitte Januar 1945 begleitete Orlowski einen Evakuierungsmarsch vom KZ Auschwitz über Loslau (Wodzisław Śląski). Möglicherweise war sie danach noch bis zum April 1945 als Aufseherin im KZ Ravensbrück oder einem der Nebenlager tätig.
Nach Kriegsende wurde Orlowski verhaftet und an Polen ausgeliefert. Bei dem Krakauer Auschwitzprozess vom 24. November bis zum 22. Dezember 1947 stand auch Orlowski vor dem Obersten Nationalen Tribunal Polens. Dort wurde sie wegen Zugehörigkeit zu einer kriminellen Vereinigung und wegen Misshandlung weiblicher Häftlinge angeklagt. Am 22. Dezember 1947 wurde sie zu 15 Jahren Haft verurteilt. Im Urteil wird Folgendes ausgeführt: „Die Angeklagte schlug entweder mit der bloßen Hand oder mit dem Klopfer oder auch mit der Lederpeitsche, wobei sie ihre Opfer auch dann misshandelte, wenn sie Greisinnen oder Kinder waren.“ Ihre Haftstrafe verbüßte sie bis zu ihrer Entlassung 1956 in Polen. Nach ihrer Rückkehr in die Bundesrepublik Deutschland führte Orlowski ein unauffälliges Leben.
Aufgrund antisemitischer Äußerungen wurde die Sozialrentnerin Orlowski 1973 zu einer zehnmonatigen Haftstrafe verurteilt. Im dritten Majdanek-Prozess, der am 26. November 1975 vor dem Landgericht Düsseldorf begann, wurde sie mit weiteren Beschuldigten wegen ihrer im KZ Majdanek begangenen Taten angeklagt. Orlowski verstarb noch während der Hauptverhandlung im Frühjahr 1976 und das Verfahren gegen sie wurde am 14. Mai 1976 eingestellt.